# Aciculina
Aciculina es un género de foraminífero bentónico considerado homónimo posterior de Aciculina Adams, 1853, y sustituido por Aciculella de la subfamilia Jaculellinae, de la familia Hippocrepinidae, de la superfamilia Hippocrepinoidea, del suborden Hippocrepinina y del orden Astrorhizida. Su especie tipo era Aciculina parva. Su rango cronoestratigráfico abarcaba el Senoniense (Cretácico superior).

## Discusión
Clasificaciones incluían Aciculina en la subfamilia Hippocrepininae, así como en el suborden Textulariina del orden Textulariida.

## Clasificación
Aciculina incluía a la siguiente especie:
- Aciculina parva